# Championnats d'Europe de patinage artistique 1937
Navigation
Édition précédente Édition suivante
Les championnats d'Europe de patinage artistique 1937 ont lieu à Prague en Tchécoslovaquie.

## Qualifications
Les patineurs sont éligibles à l'épreuve s'ils représentent une nation européenne membre de l'Union internationale de patinage (International Skating Union en anglais). Les fédérations nationales sélectionnent leurs patineurs en fonction de leurs propres critères.

## Podiums
| Épreuves                      | Or                        | Argent                    | Bronze                                     |
| ----------------------------- | ------------------------- | ------------------------- | ------------------------------------------ |
| Messieurs résultats détaillés | Felix Kaspar              | Graham Sharp              | Elemér Terták                              |
| Dames résultats détaillés     | Cecilia Colledge          | Megan Taylor              | Emmy Putzinger                             |
| Couples résultats détaillés   | Maxi Herber / Ernst Baier | Ilse Pausin / Erik Pausin | Piroska Szekrényessy / Attila Szekrényessy |

## Tableau des médailles
| Rang  | Nation      | Or | Argent | Bronze | Total |
| ----- | ----------- | -- | ------ | ------ | ----- |
| 1     | Royaume-Uni | 1  | 2      | 0      | 3     |
| 2     | Autriche    | 1  | 1      | 1      | 3     |
| 3     | Allemagne   | 1  | 0      | 0      | 1     |
| 4     | Hongrie     | 0  | 0      | 2      | 2     |
| Total | Total       | 3  | 3      | 3      | 9     |

## Détails des compétitions

### Messieurs
| Rang | Nom               | Nation          | Places | Points | Fig. impo. | Prog. libre |
| ---- | ----------------- | --------------- | ------ | ------ | ---------- | ----------- |
| 1    | Felix Kaspar      | Autriche        |        |        |            |             |
| 2    | Graham Sharp      | Royaume-Uni     |        |        |            |             |
| 3    | Elemér Terták     | Hongrie         |        |        |            |             |
| 4    | Freddie Tomlins   | Royaume-Uni     |        |        |            |             |
| 5    | Herbert Alward    | Autriche        |        |        |            |             |
| 6    | Leopold Linhart   | Autriche        |        |        |            |             |
| 7    | Marcus Nikkanen   | Finlande        |        |        |            |             |
| 8    | Horst Faber       | Allemagne       |        |        |            |             |
| 9    | Jaroslav Sadilek  | Tchécoslovaquie |        |        |            |             |
| 10   | Freddy Mésot      | Belgique        |        |        |            |             |
| 11   | Jean Henrion      | France          |        |        |            |             |
| 12   | Rudolf Praznowski | Tchécoslovaquie |        |        |            |             |
| 13   | Paul Schwab       | Yougoslavie     |        |        |            |             |
| 14   | Emanuel Thuma     | Yougoslavie     |        |        |            |             |

### Dames
| Rang | Nom                    | Nation          | Places | Points | Fig. impo. | Prog. libre |
| ---- | ---------------------- | --------------- | ------ | ------ | ---------- | ----------- |
| 1    | Cecilia Colledge       | Royaume-Uni     |        |        |            |             |
| 2    | Megan Taylor           | Royaume-Uni     |        |        |            |             |
| 3    | Emmy Putzinger         | Autriche        |        |        |            |             |
| 4    | Hedy Stenuf            | France          |        |        |            |             |
| 5    | Hanne Niernberger      | Autriche        |        |        |            |             |
| 6    | Gladys Jagger          | Royaume-Uni     |        |        |            |             |
| 7    | Věra Hrubá             | Tchécoslovaquie |        |        |            |             |
| 8    | Eva Nyklova            | Tchécoslovaquie |        |        |            |             |
| 9    | Klára Erdős            | Hongrie         |        |        |            |             |
| 10   | Martha Mayerhans       | Allemagne       |        |        |            |             |
| 11   | Audrey Peppe           | Autriche        |        |        |            |             |
| 12   | Joy Ricketts           | Royaume-Uni     |        |        |            |             |
| 13   | Irma Hartung           | Allemagne       |        |        |            |             |
| 14   | Gerd Helland-Bjørnstad | Norvège         |        |        |            |             |
| 15   | Anne Marie Saether     | Norvège         |        |        |            |             |

### Couples
| Rang | Nom                                        | Nation          | Places | Points |
| ---- | ------------------------------------------ | --------------- | ------ | ------ |
| 1    | Maxi Herber / Ernst Baier                  | Allemagne       |        |        |
| 2    | Ilse Pausin / Erik Pausin                  | Autriche        |        |        |
| 3    | Piroska Szekrényessy / Attila Szekrényessy | Hongrie         |        |        |
| 4    | Violet Cliff / Leslie Cliff                | Royaume-Uni     |        |        |
| 5    | Inge Koch / Günther Noack                  | Allemagne       |        |        |
| 6    | Anna Cattaneo / Ercole Cattaneo            | Italie          |        |        |
| 7    | Liese Kianek / Adolf Rosdol                | Autriche        |        |        |
| 8    | Vera Treybalova / Josef Vosolsobe          | Tchécoslovaquie |        |        |
| 9    | Feda Kalencikova / Karel Glogar            | Tchécoslovaquie |        |        |